# Alan Maybury
Alan Paul Maybury, né le 8 août 1978 à Dublin en Irlande, est un footballeur international, irlandais. Évoluant au poste d'arrière droit, il joue la totalité de sa carrière professionnelle dans différents clubs anglais et écossais avant de prendre sa retraite en 2015. Il compte dix sélections en équipe nationale. Une fois sa carrière de joueur terminée Maybury devient entraîneur de football.

## Carrière
Alan Maybury nait à Dublin le 8 août 1978. Il fréquente divers clubs considérés comme de grandes écoles de football dans la ville comme le Home Farm Football Club et St. Kevin's Boys. Il est approché très jeune par le géant glaswégien le Rangers Football Club qui lui propose un contrat pour intégré son centre de formation. C'est la toute première fois que les Rangers, considéré comme le club des protestants à Glasgow propose un tel contrat à un habitant de l'État d'Irlande. Maybury choisi plutôt d'intégrer le Leeds United Football Club.

### En club
Sorti du centre de formation de Leeds United, Alan Maybury intègre les effectifs professionnels. Il remplace occasionnellement son compatriote Gary Kelly mais il passe l'essentiel de son temps en équipe réserve. Avec les jeunes de Leeds il remporte la FA Youth Cup. Pour qu'il puisse acquérir un peu plus d'expérience Leeds United le prête à deux reprises entre 1999 et 2000 d'abord à Reading FC puis à Crewe Alexandra. N'arrivant pas à intégrer durablement l'équipe première, il décide qu'il est dans son intérêt de partir du club. Repéré par Craig Levein, il s'engage donc chez les écossais du Heart of Midlothian Football Club pour une somme de 130 000 £ en août 2001.
Les débuts de Maybury à Hearts sont convaincants. Il devient très rapidement un élément essentiel du club jusqu'à devenir en 2004 le vice-capitaine du club avant d'être de nouveau sélectionné en équipe nationale. Heart of Midlothian se hisse deux fois de suite sur podium du championnat écossais et dispute dans la foulé deux fois la coupe d'Europe. Il est aussi sélectionné à six reprises en équipe nationale en 2004-2005.
Quand Craig Levein quitte Édimbourg il fait de la signature de Maybury sa priorité dans son nouveau club Leicester City. Il s'engage pour trois saisons. Le licenciement rapide de Levein ne l'empêche pas de rester dans l'équipe où il joue surtout arrière droit. Le 14 août 2006 Leicester reçoit une proposition de transfert du Southampton Football Club mais la démarche n'aboutit pas.
Maybury est mis cependant sur la liste des transferts par le manager de l'époque, Martin Allen, le 4 juin 2007 après avoir été remplacé par Bruno Ngotty et Richard Stearman. Il est autorisé le 21 janvier 2008 à s'entraîner avec Hearts afin de maintenir sa condition physique tout en cherchant un nouveau club. Il est ensuite prêté à Aberdeen Football Club avec lequel il joue un match de coupe d'Europe contre le Bayern Munich. À la fin de la saison il est libéré de son contrat par Leicester.
Maybury fait un essai avec le Bristol City Football Club, sans succès. Il s'engage ensuite avec Colchester United où il reste deux saisons, avant de rejoindre l'Écosse. Lors des quatre saisons suivantes il passe par le St Johnstone Football Club puis le Hibernian Football Club. En devenant joueur des Hibs, il devient un des rares footballeurs à avoir joué pour les deux grands rivaux d'Édimbourg. Le 26 juin 2004 Alan Maybury signe en deuxième division écossaise et devient l'entraîneur-joueur du Falkirk Football Club avec comme charge particulière celle de s'occuper de l'équipe des moins de 20 ans tout en restant à la disposition de Peter Houston pour l'équipe première. Il intègre ensuite les staffs techniques de St Johnstone en 2018 puis celui du Kilmarnock Football Club en juin 2021.

### En équipe nationale
Alan Maybury fait partie de l'équipe de république d'Irlande des moins de 19 ans qui participe au Championnat d'Europe de football des moins de 18 ans 1996 au Luxembourg. L'Irlande termine troisième de sa poule, mais réussit à se qualifier pour la Coupe du monde de football des moins de 20 ans 1997 qui doit se dérouler en Malaisie.
Maybury est sélectionné la première fois en équipe nationale senior alors qu'il évolue la plupart du temps dans l'équipe réserve de Leeds United. Ces deux premières sélections arrivent au printemps 1998 à l'occasion de deux matchs amicaux. Son premier match sous les couleurs de l'Irlande a lieu le 25 mars 1998 à l'occasion d'une rencontre amicale contre la République tchèque à Olomouc. Titularisé par Mick McCarthy au début de la rencontre, il est remplacé à la mi-temps par Robbie Keane. Outre Maybury, cinq autres joueurs débutent ce soir là : Robbie Keane, Mark Kinsella, Graham Kavanagh, Damien Duff et Rory Delap.
L'essentiel de ses sélections internationales se situent lors de l'année 2004. En une saison il est sélectionné à six reprises, cinq fois pour des matchs amicaux et un en qualifications pour la Coupe du monde de football 2006 contre Chypre. Après cette année particulière, il ne comptera qu'une seule nouvelle cape en mars 2005 contre la Chine.

## Éléments statistiques
| Saison                | Club                   | Championnat           | Championnat | Championnat | Coupe(s) nationale(s) | Coupe(s) nationale(s) | Compétition(s) continentale(s) | Compétition(s) continentale(s) | Compétition(s) continentale(s) | République d'Irlande | République d'Irlande | Total | Total |
| Saison                | Club                   | Division              | M.          | B.          | M.                    | B.                    | Comp.                          | M.                             | B.                             | M.                   | B.                   | M.    | B.    |
| 1995-1996             | Leeds United           | Premier League        | 1           | 0           | 0                     | 0                     | -                              | -                              | -                              | -                    | -                    | 1     | 0     |
| 1996-1997             | Leeds United           | Premier League        | 0           | 0           | 0                     | 0                     | -                              | -                              | -                              | -                    | -                    | 0     | 0     |
| 1997-1998             | Leeds United           | Premier League        | 12          | 0           | 3                     | 0                     | -                              | -                              | -                              | 2                    | 0                    | 17    | 0     |
| 1998-1999             | Reading FC (prêt)      | Second Division       | 8           | 0           | 0                     | 0                     | -                              | -                              | -                              | -                    | -                    | 8     | 0     |
| 1999-2000             | Leeds United           | Premier League        | 0           | 0           | 0                     | 0                     | -                              | -                              | -                              | -                    | -                    | 0     | 0     |
| 2000-2001             | Leeds United           | Premier League        | 0           | 0           | 0                     | 0                     | C1                             | 1                              | 0                              | -                    | -                    | 1     | 0     |
| 2000-2001             | Crewe Alexandra (prêt) | First Division        | 6           | 0           | 0                     | 0                     | -                              | -                              | -                              | -                    | -                    | 6     | 0     |
| 2001-2002             | Heart of Midlothian    | Premier League        | 27          | 0           | 2                     | 0                     | -                              | -                              | -                              | -                    | -                    | 29    | 0     |
| 2002-2003             | Heart of Midlothian    | Premier League        | 35          | 2           | 5                     | 0                     | -                              | -                              | -                              | -                    | -                    | 40    | 2     |
| 2003-2004             | Heart of Midlothian    | Premier League        | 33          | 2           | 5                     | 0                     | C3                             | 4                              | 0                              | 6                    | 0                    | 48    | 2     |
| 2004-2005             | Heart of Midlothian    | Premier League        | 17          | 0           | 2                     | 0                     | C3                             | 6                              | 0                              | 1                    | 0                    | 26    | 0     |
| 2004-2005             | Leicester City         | Championship          | 17          | 2           | 5                     | 0                     | -                              | -                              | -                              | 1                    | 0                    | 23    | 2     |
| 2005-2006             | Leicester City         | Championship          | 40          | 1           | 5                     | 0                     | -                              | -                              | -                              | -                    | -                    | 45    | 1     |
| 2006-2007             | Leicester City         | Championship          | 27          | 0           | 5                     | 0                     | -                              | -                              | -                              | -                    | -                    | 32    | 0     |
| 2007-2008             | Leicester City         | Championship          | 1           | 0           | 2                     | 0                     | -                              | -                              | -                              | -                    | -                    | 3     | 0     |
| 2007-2008             | Aberdeen FC (prêt)     | Premier League        | 13          | 0           | 4                     | 0                     | C3                             | 2                              | 0                              | -                    | -                    | 19    | 0     |
| 2008-2009             | Colchester United      | League One            | 25          | 0           | 1                     | 0                     | -                              | -                              | -                              | -                    | -                    | 26    | 0     |
| 2009-2010             | Colchester United      | League One            | 2           | 0           | 1                     | 0                     | -                              | -                              | -                              | -                    | -                    | 3     | 0     |
| 2010-2011             | St Johnstone FC        | Premier League        | 30          | 0           | 5                     | 0                     | -                              | -                              | -                              | -                    | -                    | 35    | 0     |
| 2011-2012             | St Johnstone FC        | Premier League        | 22          | 0           | 4                     | 0                     | -                              | -                              | -                              | -                    | -                    | 26    | 0     |
| 2012-2013             | Hibernian FC           | Premier League        | 27          | 0           | 5                     | 0                     | -                              | -                              | -                              | -                    | -                    | 32    | 0     |
| 2013-2014             | Hibernian FC           | Premier League        | 14          | 0           | 2                     | 0                     | C3                             | 2                              | 0                              | -                    | -                    | 18    | 0     |
| 2014-2015             | Falkirk FC             | Championship          | 6           | 0           | 3                     | 0                     | -                              | -                              | -                              | -                    | -                    | 9     | 0     |
| Total sur la carrière | Total sur la carrière  | Total sur la carrière | 363         | 7           | 59                    | 0                     | -                              | 1                              | 0                              | 10                   | 0                    | 433   | 7     |